# Édouard Jean-Marie Stephan
Édouard Jean-Marie Stephan (někdy chybně uváděný jako Stéphan) (31. srpna 1837 – 31. prosince 1923) byl francouzský astronom.
Narodil se v Sainte Pezenne, dnes součásti Niortu. Studoval na École normale supérieure, kterou absolvoval s výborným hodnocením v roce 1862.
V letech 1867 až 1907 byl ředitelem hvězdárny v Marseille.
Systematicky zkoumal mlhavé objekty, přesně zaznamenal jejich polohy a mnohé nové objekty objevil. Jeho záměrem bylo přesné měření vlastního pohybu hvězd, pro něž bylo nezbytné vytvoření vztažné soustavy přesně změřených poloh pevných objektů.
Jako první se pokusil interferometricky změřit úhlový průměr hvězdy. Přeměnil 800milimetrový dalekohled na interferometr, když zakryl reflektor maskou obsahující dvě svislé štěrbiny. Měřil hvězdu Sirius její úhlový průměr sice nezměřil, ale získal horní mez úhlového průměru 0.158". (Skutečný úhlový průměr Siria je 0.0059", pro srovnání úhlový průměr nejbližší hvězdy α Centauri je 0.0145" a veleobra Betelgeuze 0.05").
Objevil 418 objektů z katalogu NGC, v roce 1882 objevil 800mm relefektorem galaxii NGC 6027, v roce 1907 skupinu pěti galaxií zvanou Stephanův kvintet.
Objevil planetky (89) Julia 6. srpna 1866 a (91) Aegina 4. listopadu 1866.
Jeho jméno nese periodická kometa 38P/Stephan-Oterma, kterou však objevil Jérôme Eugène Coggia.
Francouzská akademie věd mu udělila Valzovu cenu, stal se rytířem a důstojníkem Řádu čestné legie.
Zemřel 31. prosince 1923 v Marseille.